# شاهين أسود
شاهين أسود أو صقر شاهين (الاسم العلمي: Falco peregrinus peregrinator)، هو نويع غير مهاجر من الشاهين الذي يوجد في جنوب آسيا. كما تم وصفه على أنه نويع مهاجر.